# Juine
Pour les articles homonymes, voir Juine (homonymie).
La Juine est une rivière de France, affluent gauche de l'Essonne et sous-affluent du fleuve la Seine.

## Géographie
Longue de 52,6 km, la Juine prend sa source dans le département du Loiret, dans le bois de Chambaudoin, près d'Autruy-sur-Juine.
L'origine de son nom lui vient du hameau de Juines qu'elle longe avant d'entrer dans le département de l'Essonne où elle traverse plusieurs communes : Méréville, Saint-Cyr-la-Rivière, Ormoy-la-Rivière, Étampes, Étréchy, Chamarande, Janville-sur-Juine, Bouray-sur-Juine, Lardy…
Elle rejoint l'Essonne en limite des communes d'Itteville et de Vert-le-Petit, après avoir traversé les parcs de plusieurs châteaux (Saint-Vrain, Chamarande, Mesnil Voisin…) et alimenté de nombreux moulins aujourd'hui abandonnés.
Du XVe au XVIIIe siècle, elle formait avec l'Essonne et la Seine une voie navigable, empruntée par des bateaux à fond plat qui transportaient le blé de la Beauce, région céréalière, vers Paris.

### Communes traversées
Dans le Loiret
Autruy-sur-Juine
Dans l'Essonne
Le Mérévillois ~ Saclas ~ Saint-Cyr-la-Rivière ~ Boissy-la-Rivière ~ Ormoy-la-Rivière ~ Étampes ~ Morigny-Champigny ~ Étréchy ~ Auvers-Saint-Georges ~ Chamarande ~ Janville-sur-Juine ~ Lardy ~ Bouray-sur-Juine ~ Saint-Vrain ~ Itteville ~ Vert-le-Petit ~ Ballancourt-sur-Essonne

### Étymologie et toponymes
La Juine tire son appellation du gaulois Devonia > Djonia qui désignait la rivière des ondes divines.
La Juine a donné son hydronyme aux trois communes de Autruy-sur-Juine, Bouray-sur-Juine, Janville-sur-Juine.

### Organisme gestionnaire
L'organisme gestionnaire est le SIARJA ou Syndicat intercommunal mixte pour l'aménagement et l'entretien de la rivière la Juine et de ses affluents.

## Affluents
- Le ruisseau Éclimont qui naît à Abbéville-la-Rivière et se jette dans la Juine au niveau de Boissy-la-Rivière (longueur : 7,7 km).
- Le ruisseau de la Marette qui naît à Guillerval et se jette dans la Juine à Saclas (longueur : 4,4 km).
- La rivière Chalouette qui naît à Chalou-Moulineux et se jette dans la Juine au niveau d'Étampes ou plutôt, qui forme la partie principale de la Rivière des Prés à Etampes, rivière qui conflue par la suite avec la Juine à Morigny-Champigny. (longueur : 17,6 km).

## Hydrologie
Comme les autres rivières beauceronnes, telles la Conie ou l'Aigre qui ont le même type de régime, et comparé aux autres cours d'eau du Bassin parisien, la Juine est une rivière très régulière, bénéficiant de la nappe de Beauce qui agit comme un puissant régulateur (caractéristique que l'on retrouve aussi notamment en Champagne crayeuse et dans la Hesbaye belge). Une bonne part de son débit provient en effet de cette nappe, et le régime de la rivière est largement tributaire du niveau de l'eau dans la nappe.
La nappe de Beauce a une capacité de stockage estimée à 20 milliards de mètres cubes, soit 20 km3 ou encore dix-huit fois le volume du lac d'Annecy. Elle joue un rôle régulateur du débit des rivières très important, car elle contribue à l'alimentation naturelle des cours d’eau qui lui sont liés, tels le Loing, le Loir, l'Essonne, la Conie, etc. Elle fournit à l'ensemble de ces cours d'eau un volume d'environ 500 millions de m3 par an en moyenne, soit 16 m3/s environ.

### La Juine à Bouray-sur-Juine
Le débit de la Juine a été observé pendant une période de vingt-et-un ans, de 1961 à 1981, à Bouray-sur-Juine, localité située peu avant son confluent avec l'Essonne. Le bassin versant de la rivière y est de 700 km2 soit la quasi-totalité de celui-ci.
Le module de la rivière à Bouray-sur-Juine est de 2,96 m3/s.
La Juine ne présente que de très faibles oscillations saisonnières de débit, pouvant se résumer en deux périodes : une longue période de « hautes eaux » et une très courte période d'été où le débit est un rien atténué. On ne peut parler de saison de basses eaux à propos de la Juine. Le débit mensuel moyen oscille entre 2,89 à 3,19 m3/s, de début octobre à fin juillet (avec un léger maximum en février). Au mois d'août, le débit moyen baisse quelque peu et atteint d'emblée son minimum de 2,63 m3/s ce même mois, suivi de 2,65 m3/s au mois de septembre. Dès le mois d'octobre, la rivière retrouve son débit maximal.

### Étiage ou basses eaux
À l'étiage le VCN3 peut cependant chuter jusque 1,5 m3/s, en cas de période quinquennale sèche, soit 1 500 litres par seconde, ce qui est bien moins sévère que le VCN3 de la Conie par exemple (le VCN3 de cette dernière est près de trois fois moindre (550 litres/s) avec un module inférieur de seulement un tiers), et est dû à une forte baisse de niveau dans la nappe souterraine.

### Crues
Les crues ne sont guère importantes. Les QIX 2 et QIX 5 valent respectivement 4,6 et 5,6 m3/s. Le QIX 10 est de 6,3 m3/s, le QIX 20 de 6,9 m3/s, tandis que le QIX 50 n'a pas été calculé.
Le débit instantané maximal enregistré à Bouray-sur-Juine durant cette période, a été de 5,6 m3/s le 1er février 1970, tandis que le débit journalier maximal était de 7,55 m3/s le 18 décembre 1981.

### Lame d'eau et débit spécifique
Au total, on peut dire que la Juine est une rivière relativement peu abondante dans la région beauceronne mais très régulière au fil des saisons. La lame d'eau écoulée dans son bassin versant est de 133 millimètres annuellement (contre 129 millimètres/an pour le Loir, 163 pour la Conie et 182 pour l'Aigre), ce qui est nettement inférieur à la moyenne du bassin de la Seine (plus ou moins 240 millimètres/an), mais également inférieur à la moyenne du bassin de l'Essonne sa rivière-mère (142 millimètres/an). Le débit spécifique de la rivière (ou Qsp) n'atteint de ce fait qu'un faible 4,2 litres par seconde et par kilomètre carré de bassin, performance assez médiocre, même dans la région.

## Aménagements et écologie

### Sites touristiques
- Les châteaux de Méréville, de Chamarande, Mesnil-Voisin et de  Saint-Vrain.
- La ville d'Étampes.
- Deux bases de loisirs se situent à Étampes et à Lardy.

## Art
- Bords de la Juine, huile sur toile de Roger Schardner, datée 1930, conservée au Musée intercommunal d'Étampes.

## Personnalités liées
- François-Louis Dejuinne (1784-1844), peintre français, élève de Girodet, doit son nom à cette rivière qui coule près de la propriété familiale.

## Galerie

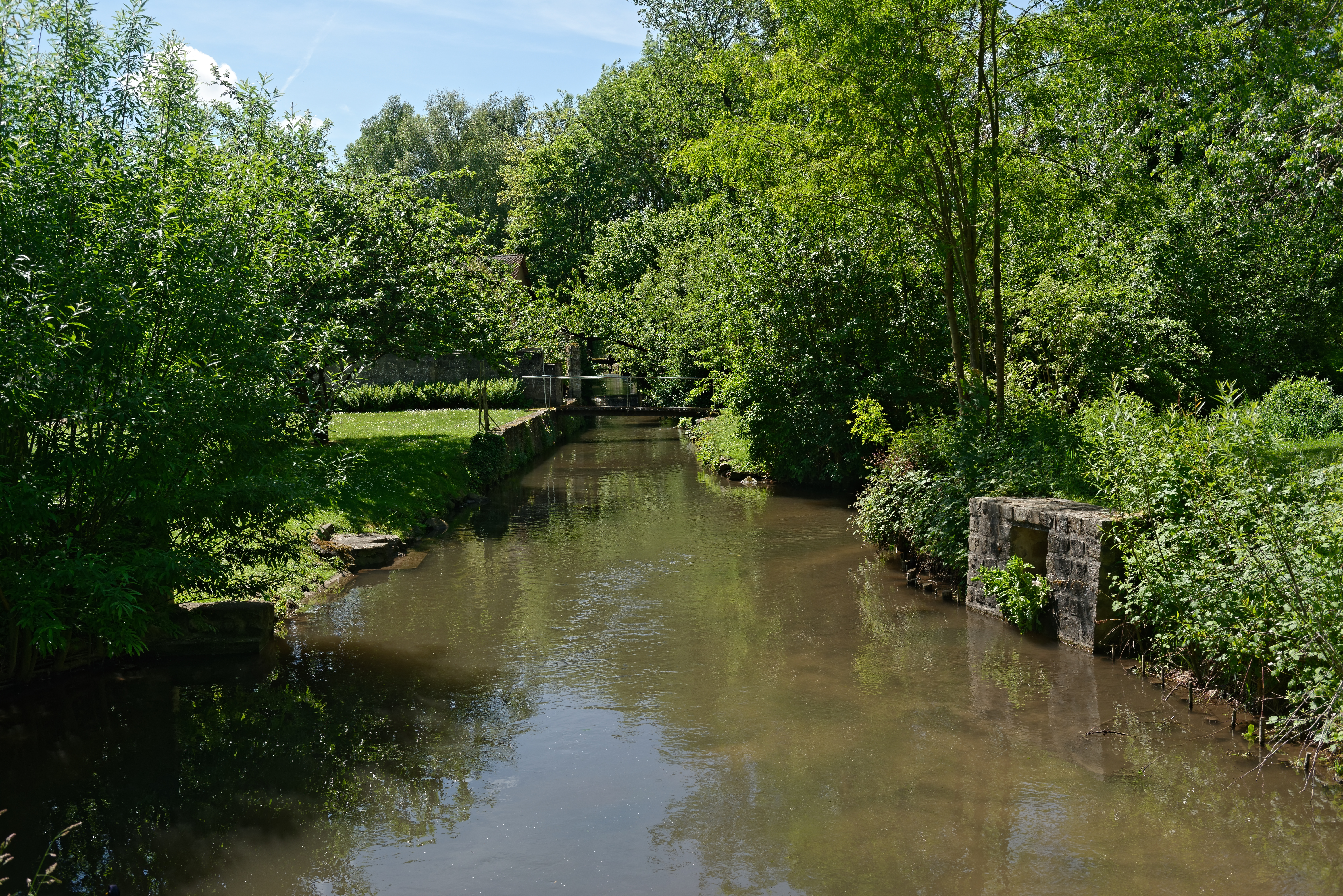
La Juine traversant le parc de Saclas dans l'Essonne.
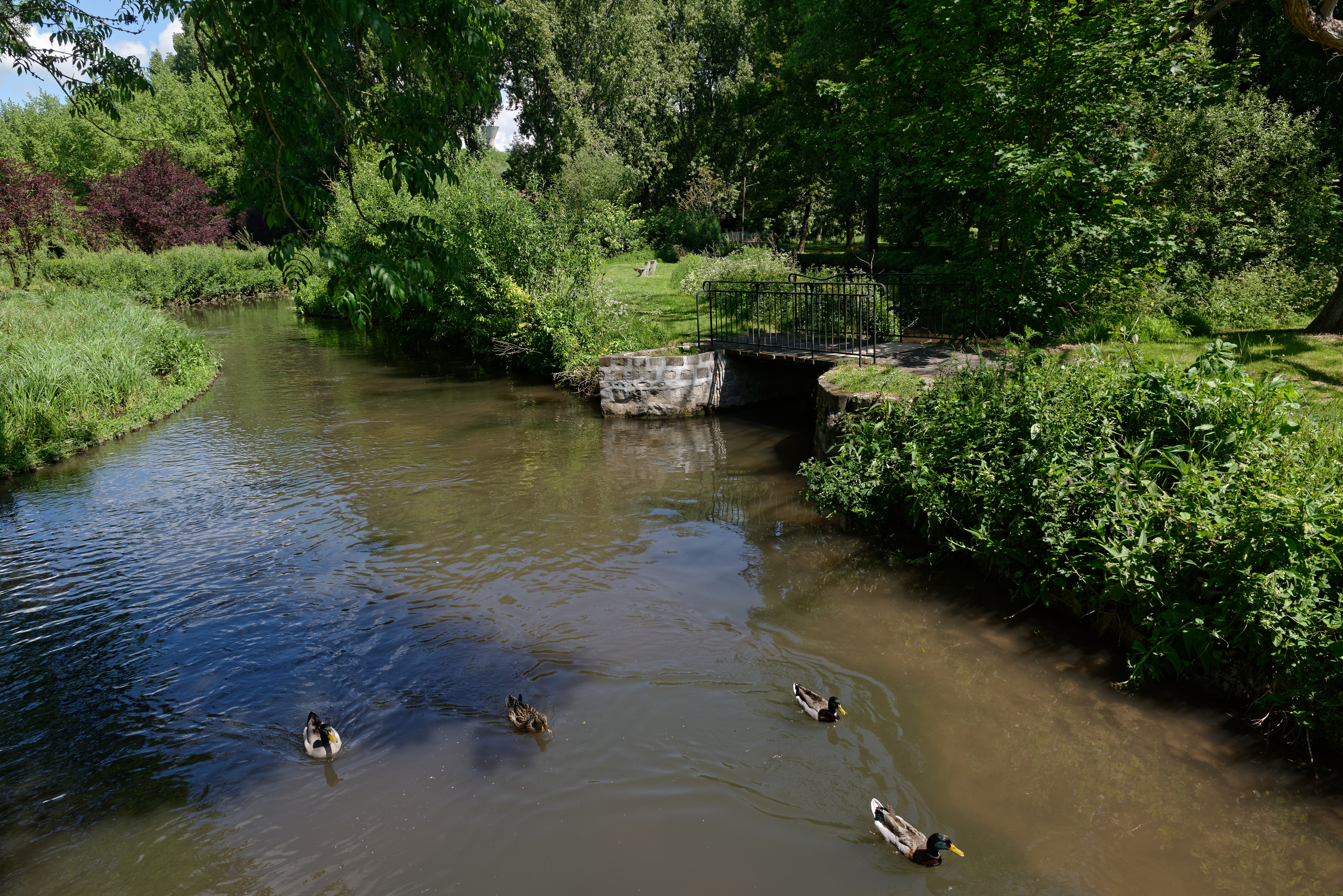
La Juine traversant le parc de Saclas dans l'Essonne.
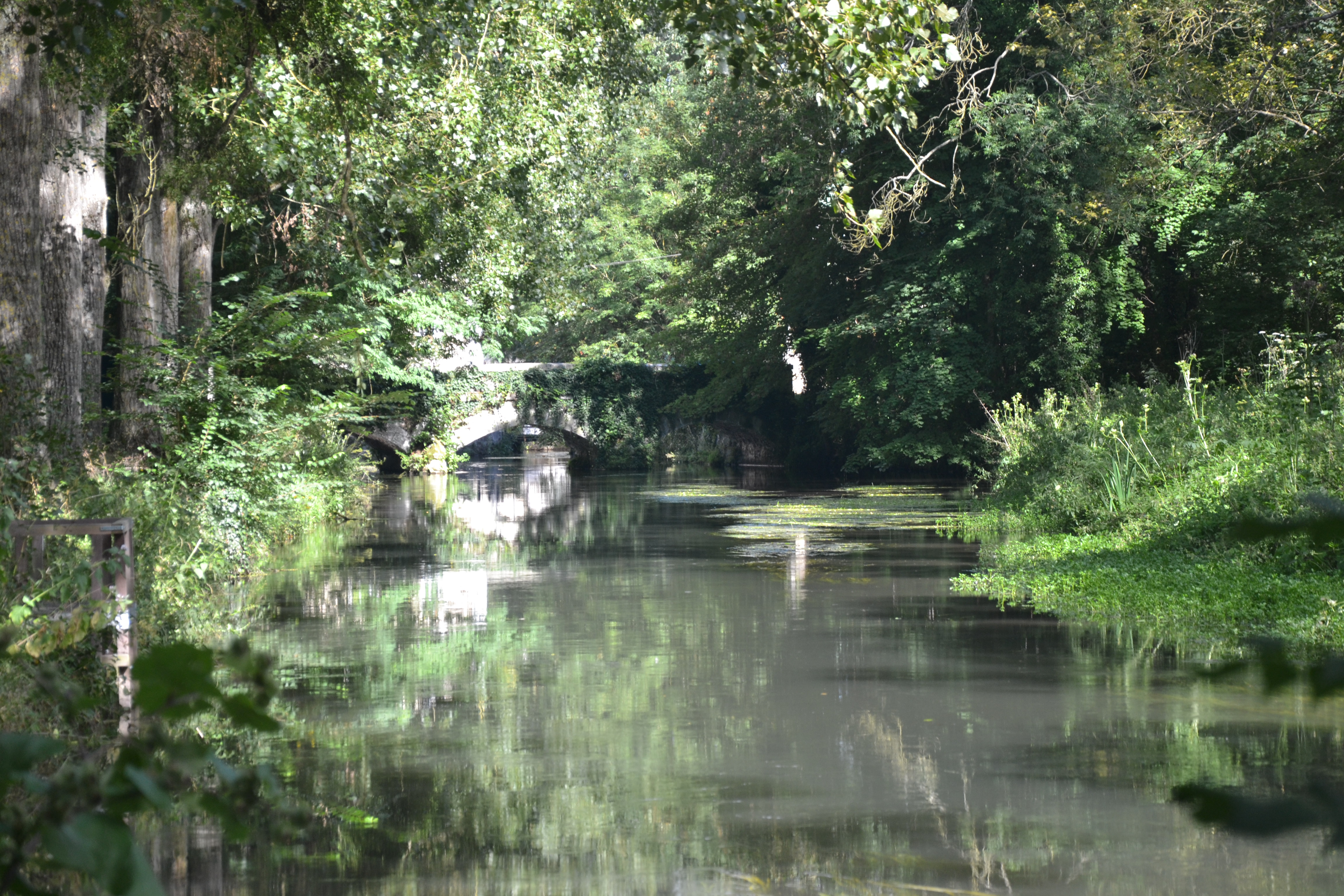
Les bords de la Juine à Étréchy.
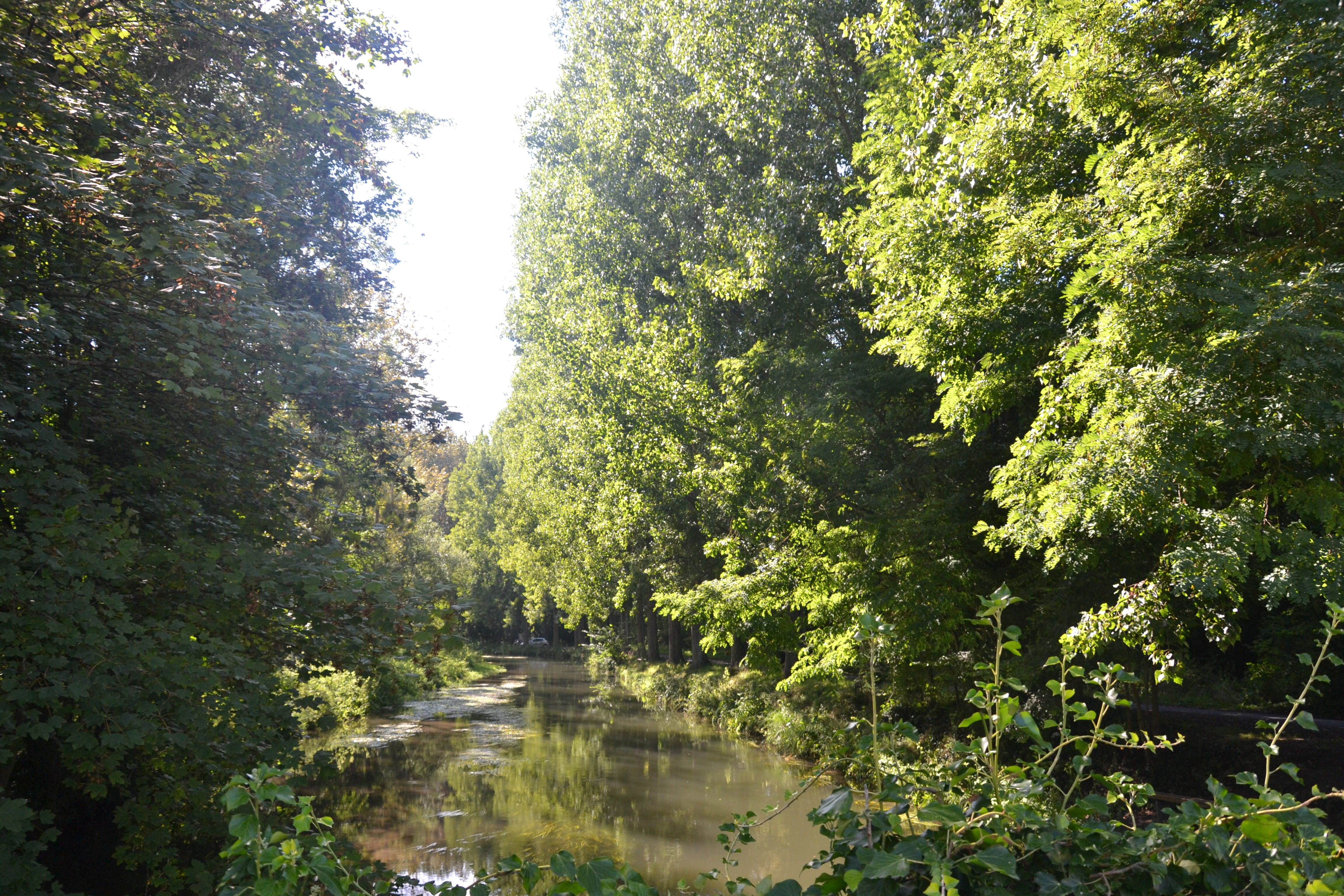
Les bords de la Juine à Étréchy.
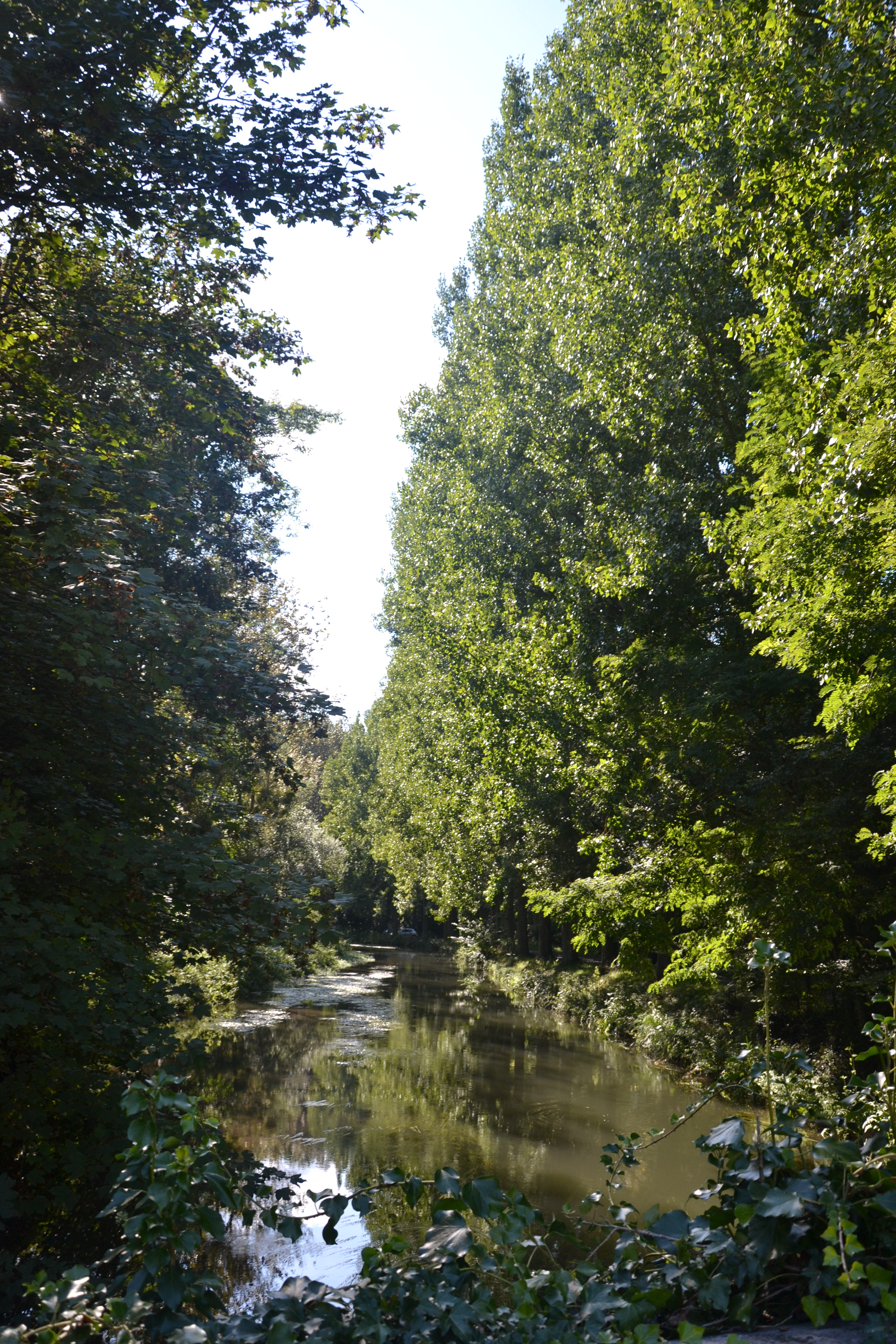
Les bords de la Juine à Étréchy.
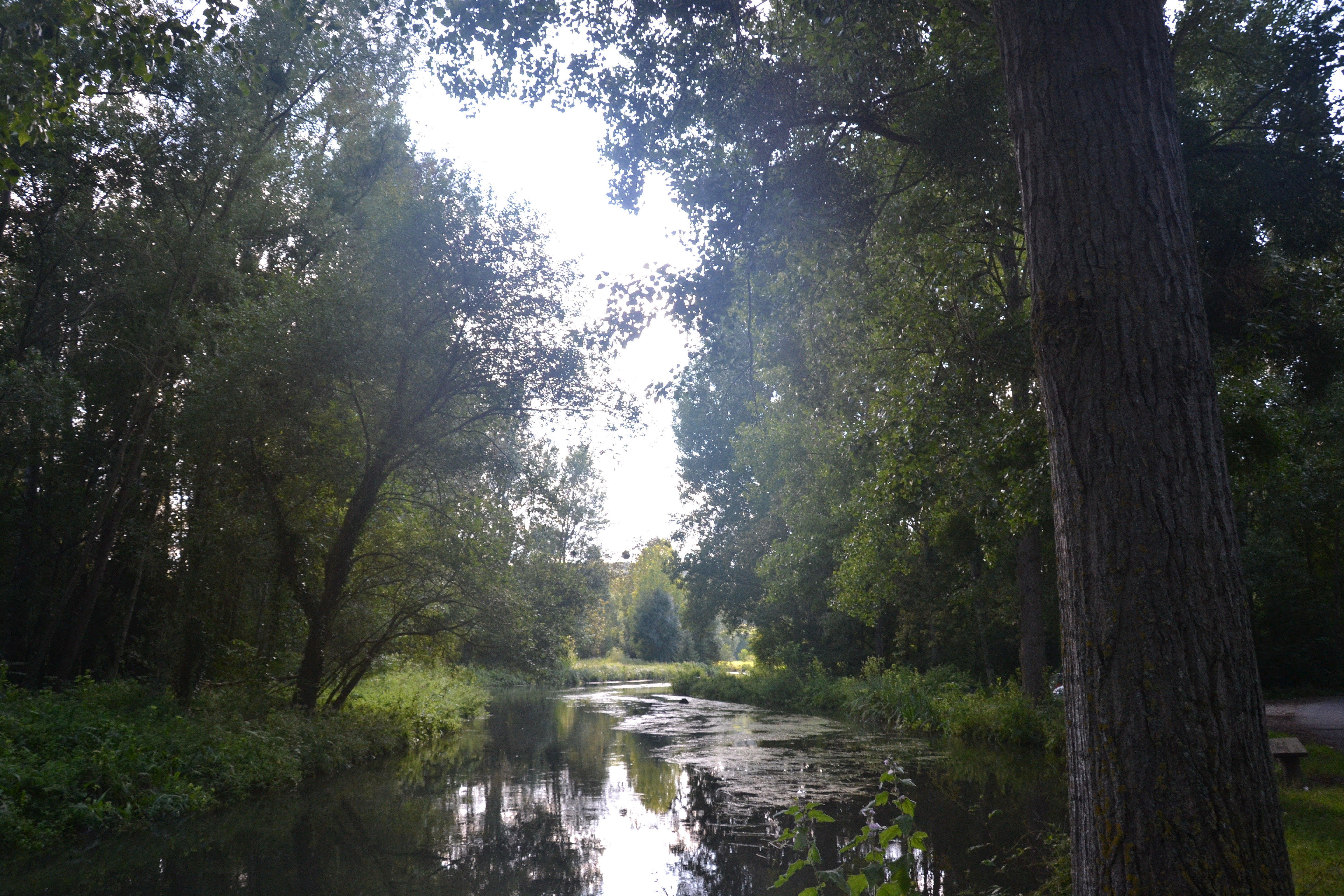
Les bords de la Juine à Étréchy.
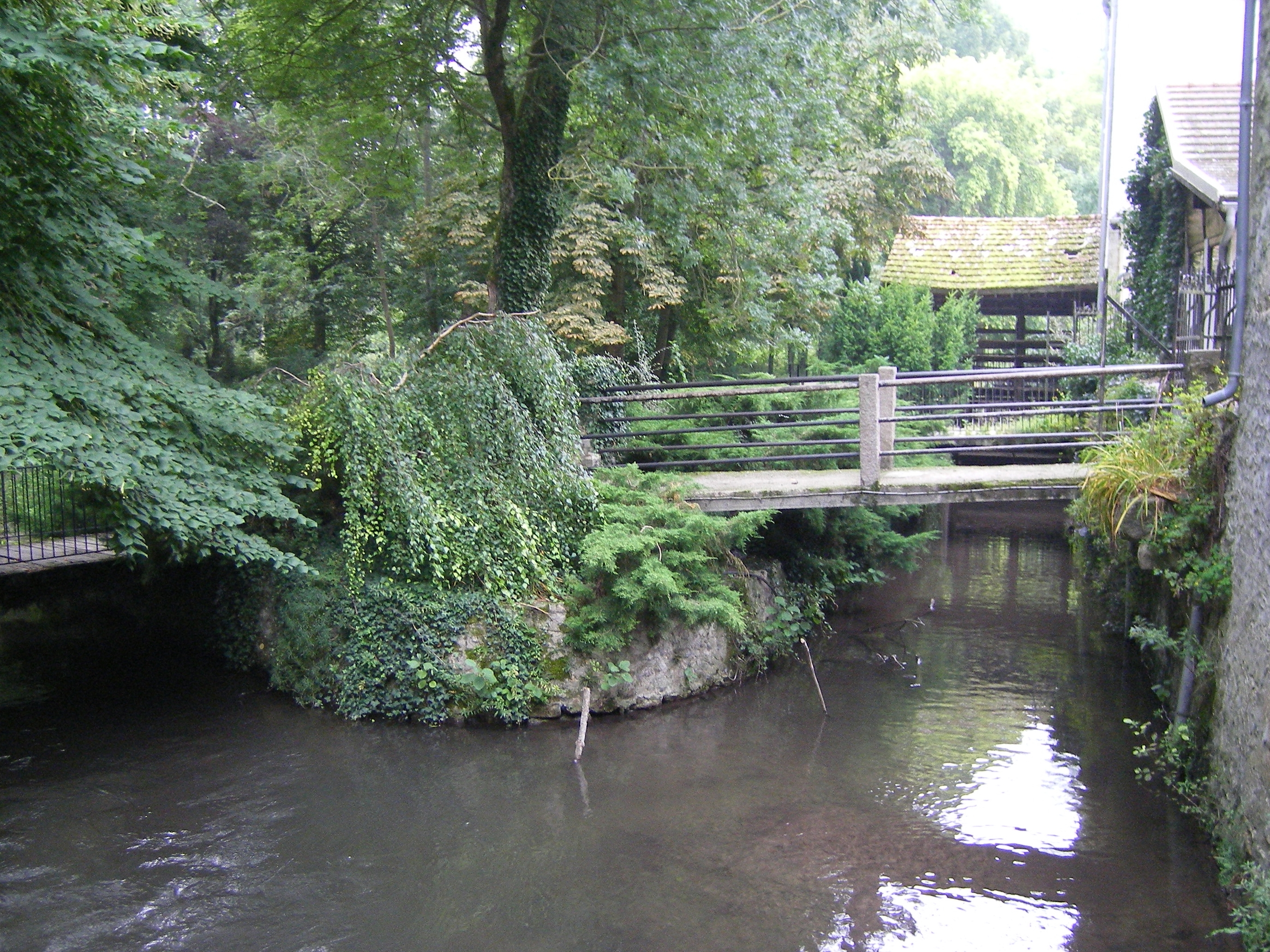
La Juine à Ormoy-la-Rivière.
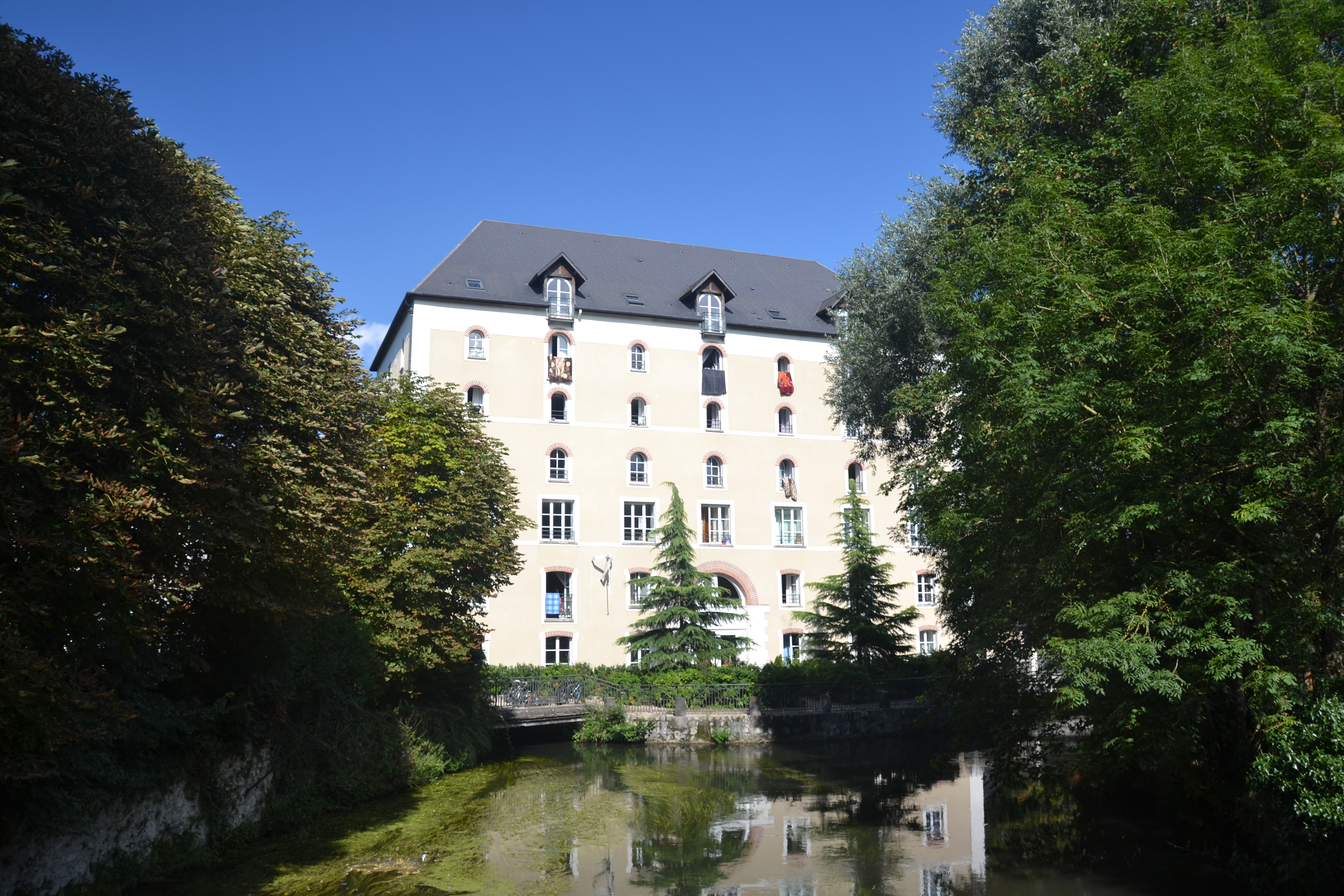
Le moulin de Vaux sur les bords de la Juine à Étréchy.
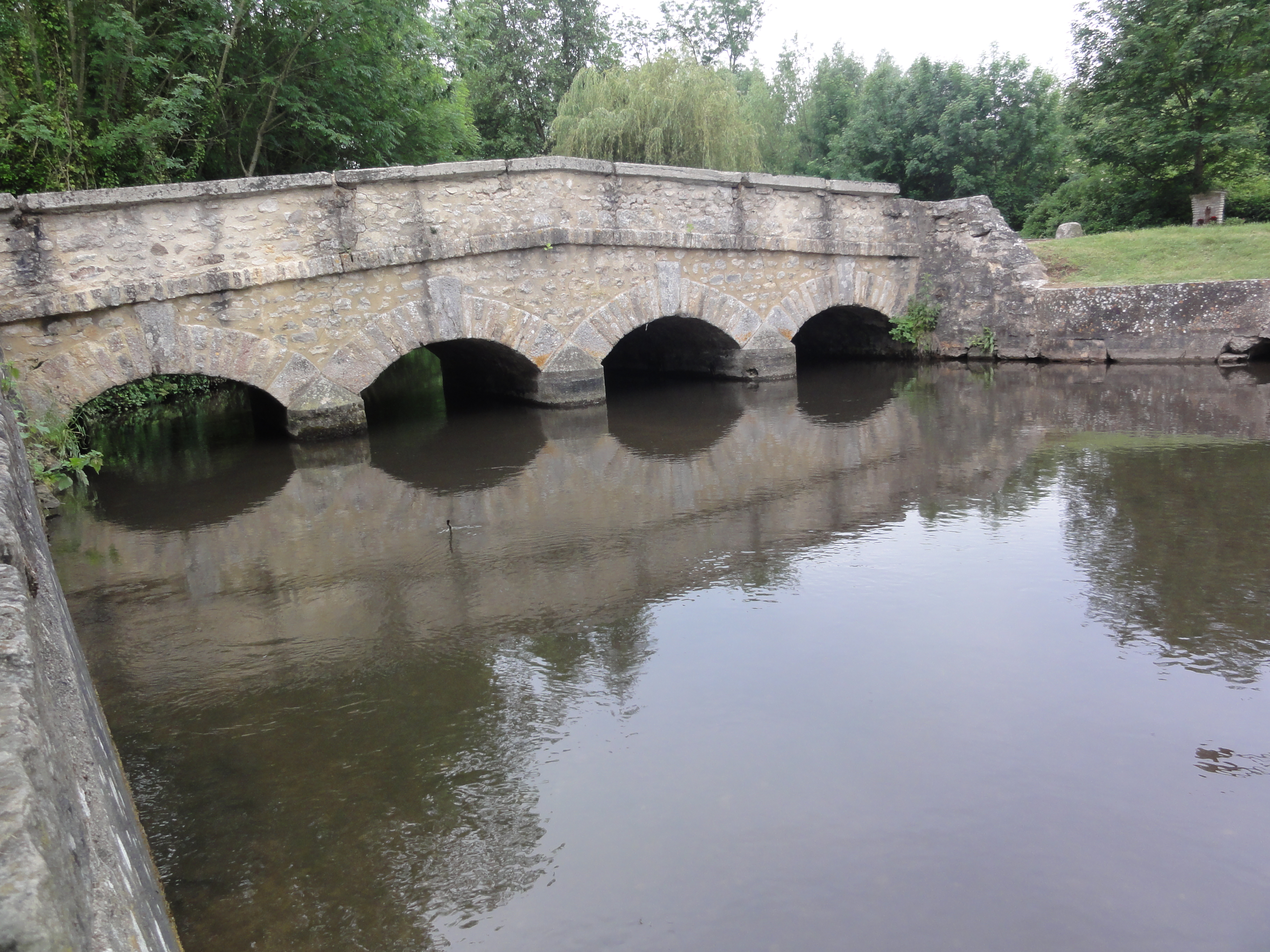
Ormoy-la-Rivière (Essonne), pont sur la Juine.
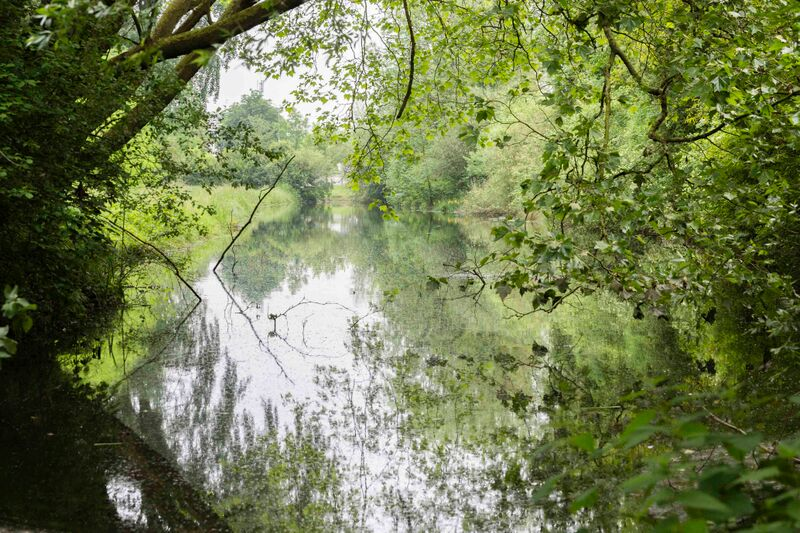
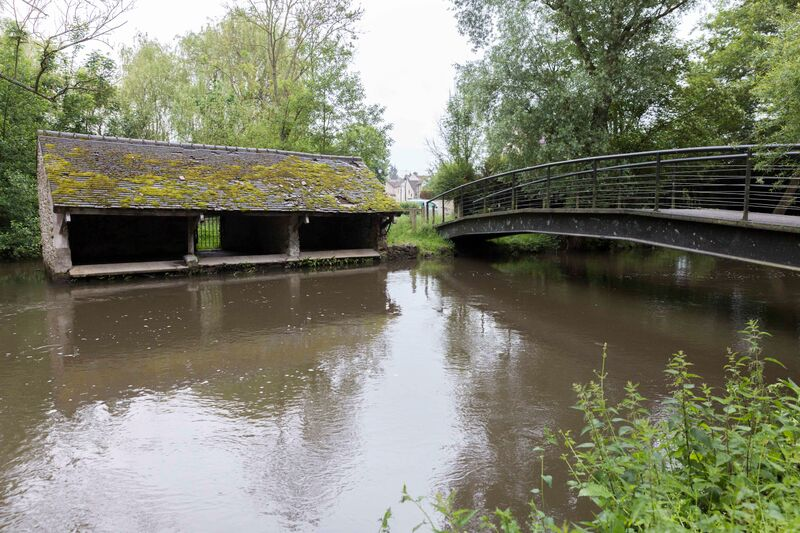
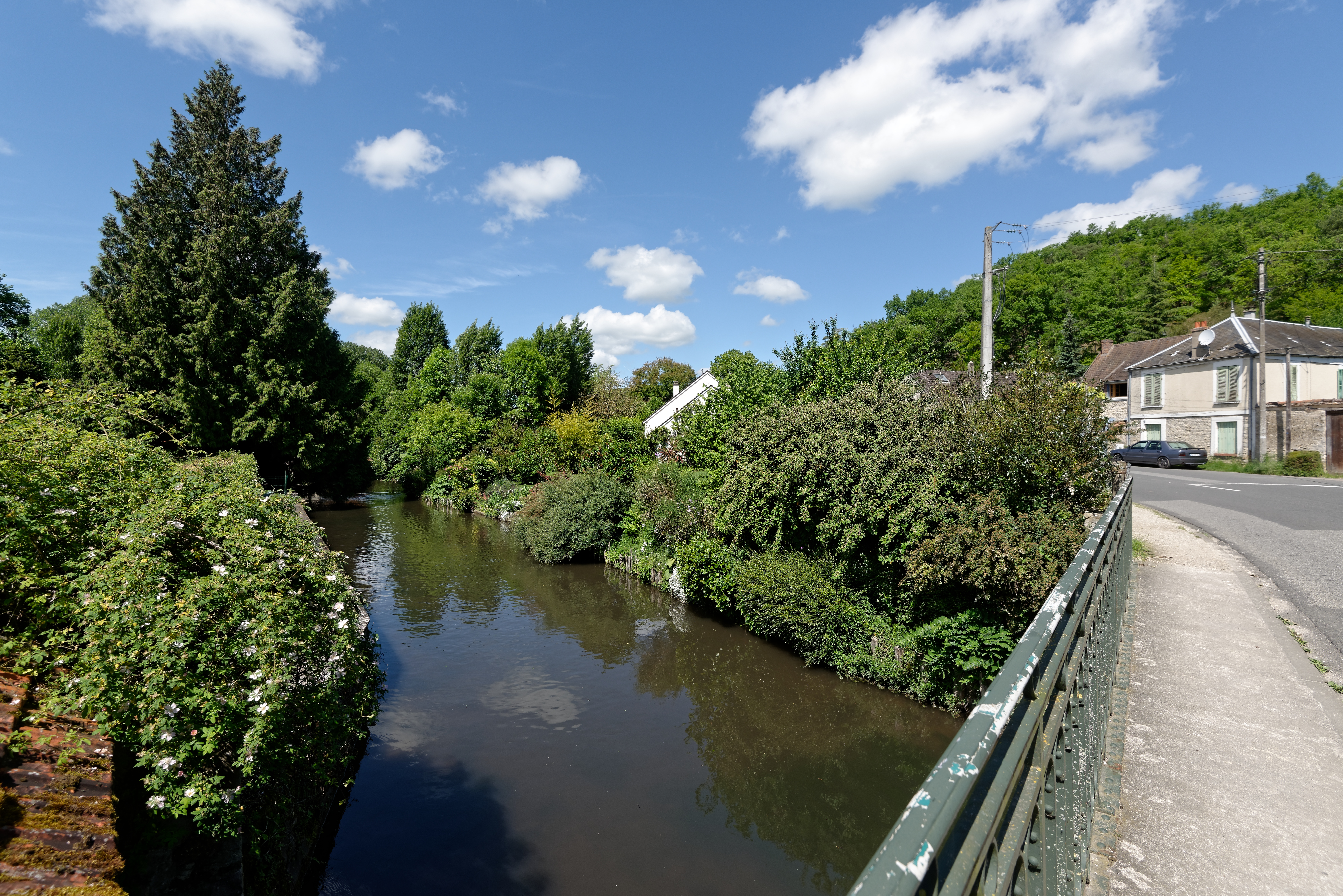
La Juine à hauteur du pont de la D 108 à Saclas, dans l'Essonne.
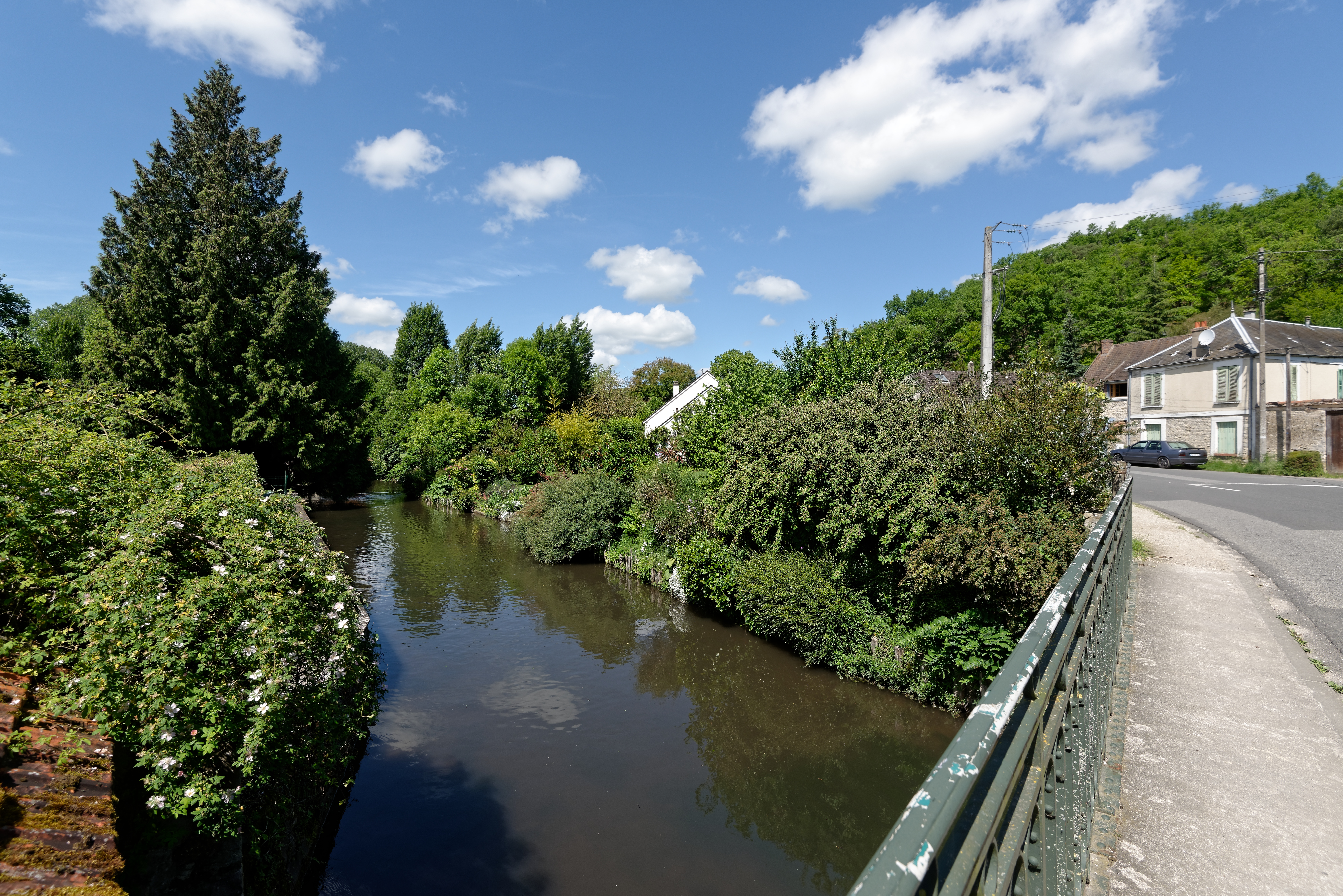
La Juine à hauteur du pont de la D 108 à Saclas, dans l'Essonne.
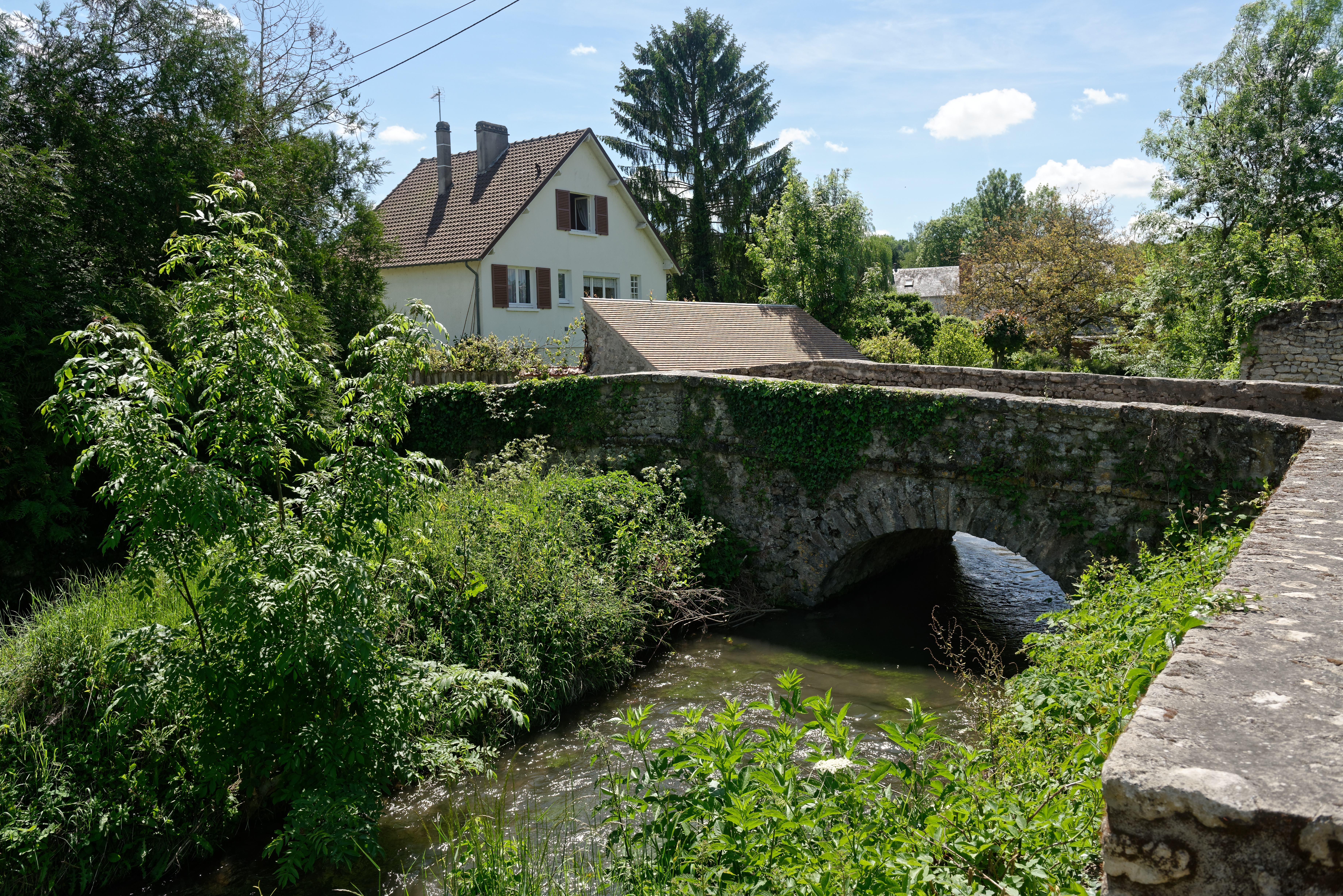
Pont sur la Juine, rue Julien-Bidochon à Saclas, dans l'Essonne.